# فنار شاكر
فنار شاكر هو فنار يقع في الطرف الجنوبي الشرقي من جزيرة شدوان التي تبعد عن الغردقة 35 كم. بُني الفنار في 1889 والفنار عبارة عن برج حجري إسطواني يصل طوله إلى 20 م (66 قدمًا)، أما المستوى البؤري فيصل إلى 37 م (121 قدمًا). كان الفنار فيما مضى مطليًا بشريط أفقي أسود اللون في الأعلى تتدلى منه شرائط عمودية باللونين الأبيض والأسود بينما كان الفانوس مطليًا باللون الأبيض، حاليًا طلاء الفنار باهت للغاية بفعل عوامل التعرية على الأرجح. يقع في أعلى الفنار نظام إضاءة يصدر وميضان من الضوء الأبيض كل 20 ثانية.

## التسمية
أخذ الفنار اسمه من اسم الجزيرة التي يطلق عليها أيضًا جزيرة شاكر نسبة للصاغ محمد شاكر حسن قبطان الفرقاطة دمياط والذي سقط شهيدًا بعدما دخل في معركة غير متكافئة أمام قطع بحرية إنجليزية إبان العدوان الثلاثي 1956.
صدر لاحقًا قرارًا جمهوريًا في أوائل الستينات بإطلاق اسمه على جزيرة شدوان تكريمًا لبطولته، وهناك خطأ شائع ينسب إطلاق اسم شاكر على الجزيرة إلى أحد الضباط المصريين الذين استشهدوا في الفنار خلال معركة شدوان 1970.

## حرب الاستنزاف
كان يتواجد أفراد من الكتيبة 93 صاعقة على الجزيرة بالإضافة إلى 6 مدنيين لتشغيل الفنار خلال حرب الاستنزاف (1969-1970)، هاجمت القوات الإسرائيلية الجزيرة عبر عملية إبرار جوي في 22 يناير 1970. انسحبت لاحقًا بعد 36 ساعة، بعدما أسرت عددًا من أفراد الصاعقة ومُشغلي الفنار، كما تعرض الفنار لأضرار جراء الهجوم الإسرائيلي ولم يتم إصلاحه بالكامل إلا في 1987. يتواجد حالياً أفراد من سلاح حرس الحدود على الجزيرة والفنار مغلق أمام الزوار.